# Doris Wiredu
Doris Wiredu (* 1. Februar 1964) ist eine ehemalige ghanaische Leichtathletin, die sich auf den Sprint spezialisiert hat. Ihren größten Erfolg feierte sie mit dem Gewinn der Goldmedaille im 100-Meter-Lauf bei den Afrikameisterschaften 1984 sowie mit der 4-mal-100-Meter-Staffel bei den Afrikameisterschaften 1985.

## Sportliche Laufbahn
Erste internationale Erfahrungen sammelte Doris Wiredu vermutlich im Jahr 1984, als sie bei den Afrikameisterschaften in Rabat in 11,88 s die Goldmedaille im 100-Meter-Lauf gewann. Zudem gewann sie mit der ghanaischen 4-mal-100-Meter-Staffel in 46,20 s gemeinsam mit Mercy Addy, Grace Armah und Cynthia Quartey die Silbermedaille hinter dem kenianischen Team und auch mit der 4-mal-400-Meter-Staffel sicherte sie sich in 3:45,96 min gemeinsam mit Mercy Addy, Martha Appiah und einer vierten Läuferin die Silbermedaille hinter Kenia. Daraufhin nahm sie an den Olympischen Sommerspielen in Los Angeles teil und schied dort mit 12,00 s im Viertelfinale aus. Zudem verpasste sie mit der 4-mal-100-Meter-Staffel mit 45,20 s den Finaleinzug. Im Jahr darauf gewann sie bei den Afrikameisterschaften in Kairo in 11,82 s die Silbermedaille über 100 Meter hinter der Nigerianerin Rufina Ubah und zudem gewann sie in 53,62 s die Silbermedaille im 400-Meter-Lauf hinter der Nigerianerin Kehinde Vaughan. Zudem siegte sie in der 4-mal-100-Meter-Staffel in 45,08 s gemeinsam mit Martha Appiah, Grace Armah und Cynthia Quartey und in der 4-mal-400-Meter-Staffel gewann sie in 3:42,32 min gemeinsam mit Mary Mensah, Veronica Bawuah und Ayishetu Adam die Bronzemedaille hinter den Teams aus Nigeria und Kenia. Anschließend belegte sie beim Leichtathletik-Weltcup in Canberra in 44,76 s den sechsten Platz in der 4-mal-100-Meter-Staffel und gelangte mit der 4-mal-400-Meter-Staffel mit 3:36,86 min auf Rang sieben. Daraufhin beendete sie ihre aktive sportliche Karriere im Alter von 21 Jahren.

## Persönliche Bestzeiten
- 100 Meter: 11,75 s, 1985